# Богиня Фортуна
«Богиня Фортуна» (итал. La dea fortuna) — итальянская комедийная драма 2019 года режиссера Ферзана Озпетека.

## Сюжет
Алессандро и Артуро являются парой более пятнадцати лет. Страсть и любовь теперь превратились всего лишь в привязанность, и их отношения уже некоторое время находятся в кризисе. Однако внезапное появление в их жизни двоих детей (Мартины и Сандро), оставленных на несколько дней под их опеку их лучшим другом - Аннамарией, придает неожиданный поворот их утомительной повседневной рутине.

## В ролях
| Актёр            | Роль                |
| ---------------- | ------------------- |
| Стефано Аккорси  | Артуро              |
| Эдоардо Лео      | Алессандро Маркетти |
| Жасмин Тринка    | Аннамария Мускара   |
| Серра Йылмаз     | Эзра                |
| Барбара Альберти | Елена Мускара       |
| Филиппо Нигро    | Филиппо             |
| Сара Чокка       | Мартина             |
| Эдоардо Бранди   | Сандро              |